# Segunda Categoría
La Segunda Categoría è il terzo livello del campionato ecuadoriano di calcio. Il torneo, la cui prima edizione si disputò nel 1967, viene organizzato dalla Federazione calcistica dell'Ecuador. Prima del 2014 il campionato era diviso in 3 fasi: nella prima si disputavano i vari campionati provinciali, le cui migliori due classificate per provincia accedono alla seconda fase, dove vengono divise in 4 zone di 12 squadre ciascuno. Le prime due di ciascuna zona e le quattro migliori seconde accedono alla terza fase a 12 squadre, nella quale vengono divise, previo sorteggio, in due gironi da sei squadre ciascuno. Le vincitrici dei due gironi finali sono entrambe promosse in Primera Categoría Serie B e disputano inoltre una finale in partite di andata e ritorno per l'assegnazione del titolo di "Campeón de Segunda categoria".
Dal 2014 le fasi sono 4, in quanto è stato aggiunto un quadrangolare finale per definire la promozione delle due squadre che saranno promosse nella categoria superiore. Nel primo semestre si disputano come sempre i campionati organizzati dalle 22 associazioni di calcio provinciali. Anche la seconda fase (regionale) e la terza (nazionale) rimangono invariate, tuttavia alla fine dei due gironi da sei della terza fase le prime due accederanno ad un torneo finale a quattro con partite di andata e ritorno per un totale di 6 giornate, al termine del quale le prime due classificate saranno promosse in Serie B.
La prima squadra campione della Segunda Categoría fu, nel 1967, il Deportivo Quito, mentre quella col maggior numero di successi ottenuti (4) è il Macará.